# 龜山市
龜山市（日语：／ Kameyama shi */?）是位於日本三重縣北部的都市。
轄區主要位於鈴鹿川中游及其支流安樂川流域，其東半部位於伊勢平原，西半部為山區，西北部為鈴鹿山脈，西南部為布引山地，也因此一半以上區域為山林地。主要市區位於鈴鹿川北岸與鈴鹿山脈之間的區域。
夏普2005年在此設立的龜山工廠為當時全世界第一座八代液晶面板廠。

## 人口
| 龜山市人口分布圖 |                                               |  |
| 龜山市與日本全國年齡別人口分布比較圖 （2005年資料） | 龜山市的年齡、男女別人口分布圖 （2005年資料） |  |
| ■紫色是龜山市 ■綠色是全国 | ■藍色是男性 ■紅色是女性                       |  |
| 龜山市人口變化 \| 1970年 \| 37,817人 \| \| \| 1975年 \| 39,617人 \| \| \| 1980年 \| 40,578人 \| \| \| 1985年 \| 42,810人 \| \| \| 1990年 \| 45,045人 \| \| \| 1995年 \| 46,128人 \| \| \| 2000年 \| 46,606人 \| \| \| 2005年 \| 49,253人 \| \| \| 2010年 \| 51,023人 \| \| \| 2015年 \| 50,254人 \| \| \| 2020年 \| 49,835人 \| \| |                                               |  |
| 資料來源：日本總務省統計中心提供之人口普查數據 |                                               |  |
| 1970年 | 37,817人                                      |  |
| 1975年 | 39,617人                                      |  |
| 1980年 | 40,578人                                      |  |
| 1985年 | 42,810人                                      |  |
| 1990年 | 45,045人                                      |  |
| 1995年 | 46,128人                                      |  |
| 2000年 | 46,606人                                      |  |
| 2005年 | 49,253人                                      |  |
| 2010年 | 51,023人                                      |  |
| 2015年 | 50,254人                                      |  |
| 2020年 | 49,835人                                      |  |

## 歷史
過去在令制國時代屬於伊勢國，8世紀後在本地設立了鈴鹿關，為當時日本天皇為守護畿內所設立的三關之一。
13世紀後伊勢平氏的關氏在此建立了龜山城，17世紀江戶時代後由關一政在此建立伊勢龜山藩，本地也開始以城下町的形勢發展；同時由於位於東海道翻越鈴鹿峠的位置，同時也是東海道往南分岔出伊賀街道的起點，而成為東海道上的一個宿場町。
現在的轄區在江戶時代大部分區域都成為伊勢龜山藩的領地，另有少數區域屬於津藩、久居藩及幕府直屬領，其中幕府領由位於北側近江國甲賀郡的信樂代官所管理。
19世紀末明治維新後，由信樂代官所管理的幕府直屬領先後改由大津裁判所、大津縣、度會縣管轄；1871年實施廢藩置縣後，其餘原本屬於各藩的區域則改隸屬龜山縣、津縣及久居縣，直到1872年第一次府縣整併後鈴鹿郡內的區域才全數劃入安濃津縣，三個月後安津濃縣更名為三重縣。
同時由於關西鐵道及参宮線兩條鐵路的開通，位於兩條鐵路交會的龜山也因此開始繁榮。
1889年日本實施町村制，原先的龜山城下的地區設立為龜山町，同時現在的龜山市轄區在當時還包括其他的槇尾村、關町、神邊村、坂下村、加太村、晝生村、井田川村、川崎村、野登村、白川村共十個行政區劃；1908年龜山町先與東側的槇尾村合併，1954年再與位於現今轄區東半部區域的町村合併為龜山市，而西半部的町村則在1955年整併為新設立的關町。
2005年，原本的龜山市與關町合併為新設立的龜山市。

### 變遷表
| 1889年4月1日          | 1889年 - 1912年             | 1912年 - 1944年             | 1945年 - 1954年            | 1955年 - 1989年            | 1955年 - 1989年 | 1989年 - 現在              | 現在                       |
| --------------------- | --------------------------- | --------------------------- | -------------------------- | -------------------------- | --------------- | -------------------------- | -------------------------- |
| 龜山町                | 1908年4月1日 合併為龜山町。 | 1908年4月1日 合併為龜山町。 | 1954年10月1日 合併為龜山市 | 1954年10月1日 合併為龜山市 | 龜山市          | 2005年1月11日 合併為龜山市 | 2005年1月11日 合併為龜山市 |
| 槇尾村                | 1908年4月1日 合併為龜山町。 | 1908年4月1日 合併為龜山町。 | 1954年10月1日 合併為龜山市 | 1954年10月1日 合併為龜山市 | 龜山市          | 2005年1月11日 合併為龜山市 | 2005年1月11日 合併為龜山市 |
| 晝生村                |                             |                             | 1954年10月1日 合併為龜山市 | 1954年10月1日 合併為龜山市 | 龜山市          | 2005年1月11日 合併為龜山市 | 2005年1月11日 合併為龜山市 |
| 井田川村              |                             |                             | 1954年10月1日 合併為龜山市 | 1954年10月1日 合併為龜山市 | 龜山市          | 2005年1月11日 合併為龜山市 | 2005年1月11日 合併為龜山市 |
| 川崎村                |                             |                             | 1954年10月1日 合併為龜山市 | 1954年10月1日 合併為龜山市 | 龜山市          | 2005年1月11日 合併為龜山市 | 2005年1月11日 合併為龜山市 |
| 野登村                |                             |                             | 1954年10月1日 合併為龜山市 | 1954年10月1日 合併為龜山市 | 龜山市          | 2005年1月11日 合併為龜山市 | 2005年1月11日 合併為龜山市 |
| 神邊村                | 神邊村                      | 神邊村                      | 神邊村                     | 1955年2月1日 併入龜山市    | 龜山市          | 2005年1月11日 合併為龜山市 | 2005年1月11日 合併為龜山市 |
| 白川村                |                             |                             |                            | 1955年2月1日 併入龜山市    | 龜山市          | 2005年1月11日 合併為龜山市 | 2005年1月11日 合併為龜山市 |
| 1955年2月1日 併入關町 | 1955年4月17日 合併為關町    |                             |                            |                            |                 | 2005年1月11日 合併為龜山市 | 2005年1月11日 合併為龜山市 |
| 關町                  | 1955年4月17日 合併為關町    |                             |                            |                            |                 | 2005年1月11日 合併為龜山市 | 2005年1月11日 合併為龜山市 |
| 坂下村                | 1955年4月17日 合併為關町    |                             |                            |                            |                 | 2005年1月11日 合併為龜山市 | 2005年1月11日 合併為龜山市 |
| 加太村                | 1955年4月17日 合併為關町    |                             |                            |                            |                 | 2005年1月11日 合併為龜山市 | 2005年1月11日 合併為龜山市 |

## 交通

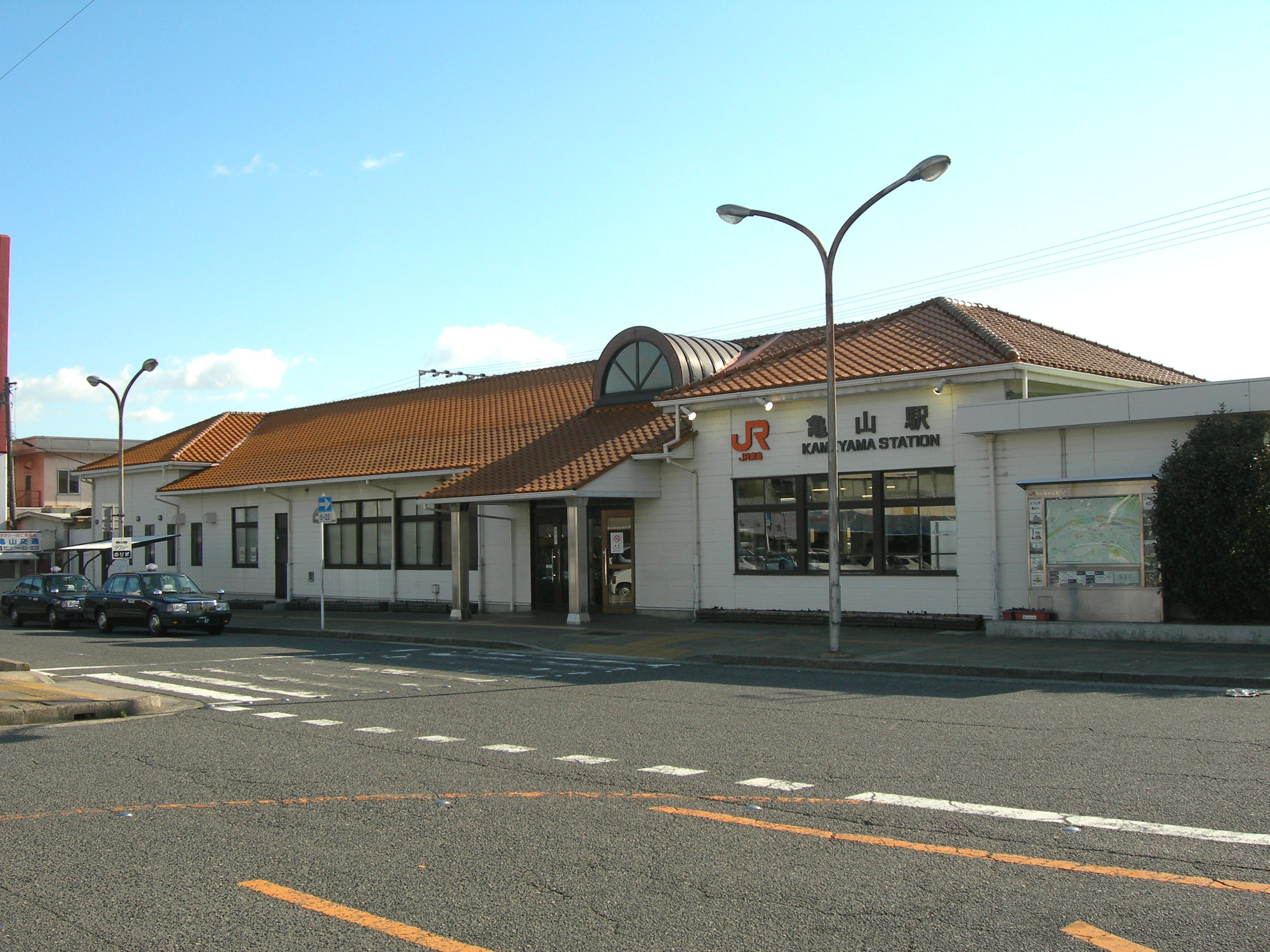
龜山車站

1890年關西鐵道通車後，龜山車站成為其中的一站，1891年又開通了自龜山往南至津市的路線，龜山成為鐵路網中往南進入紀伊半島東部的入口。隨著關西鐵道被收歸國有，以及日本國有鐵道分割民營化後，現在的龜山車站屬於東海旅客鐵道，位於關西本線和紀勢本線的交會處，往東可至名古屋市，往西可至奈良市、京都市，往南可至津市及紀伊半島南部地區。
公路方面則有東名阪自動車道、新名神高速道路、紀勢自動車道三條高速公路在此交會，加上也是汽車專用的名阪國道，轄內的公路往和鐵路一樣都非常的便利。

### 鐵路
- 東海旅客鐵道
  - 關西本線：（←鈴鹿市） - 井田川車站 - 龜山車站
  - 紀勢本線：龜山車站 - 下車站 - （津市→）
- 西日本旅客鐵道：
  - 關西本線：龜山車站 - 關車站 - 加太車站 - （伊賀市→）

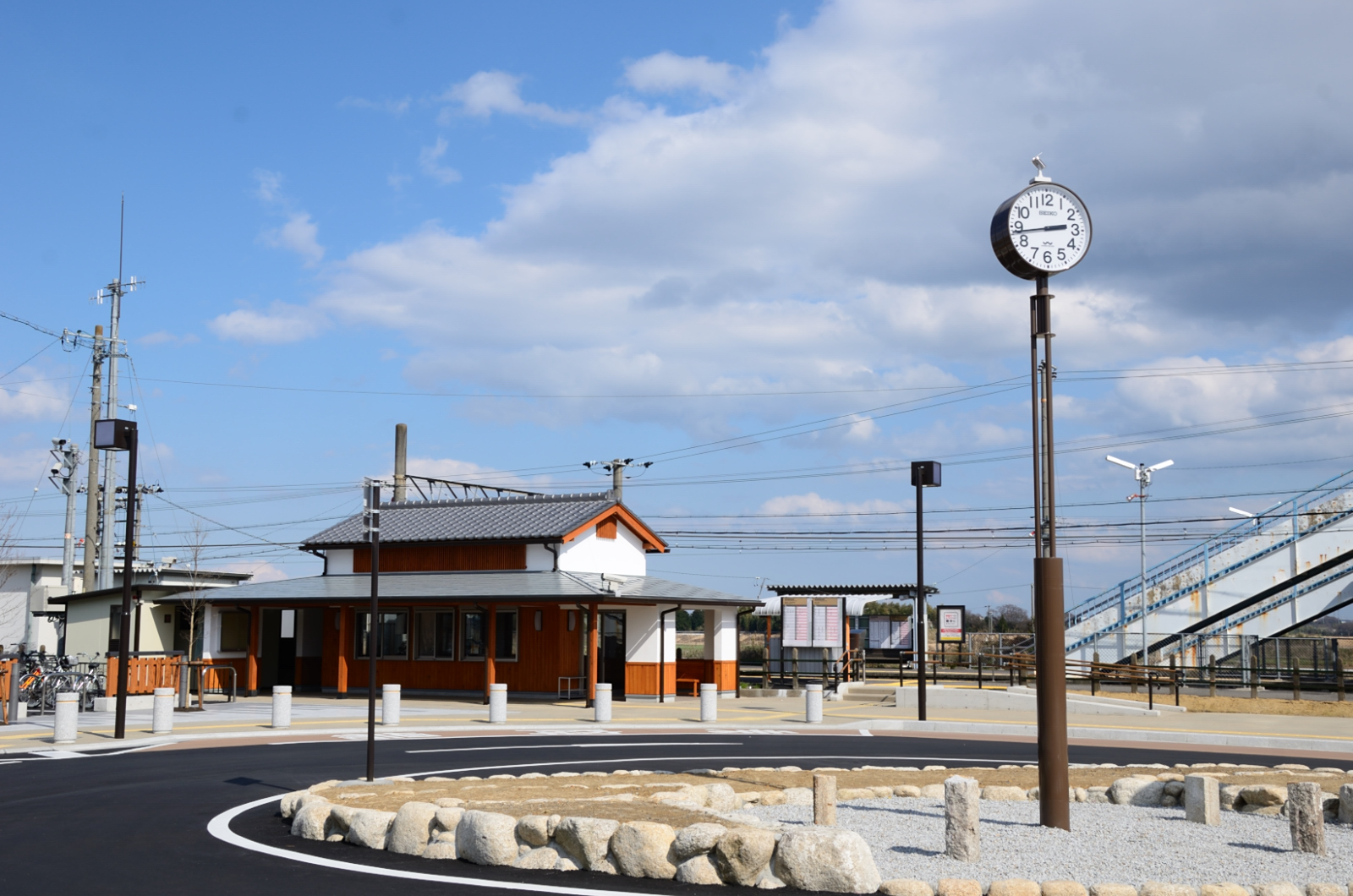
井田川車站
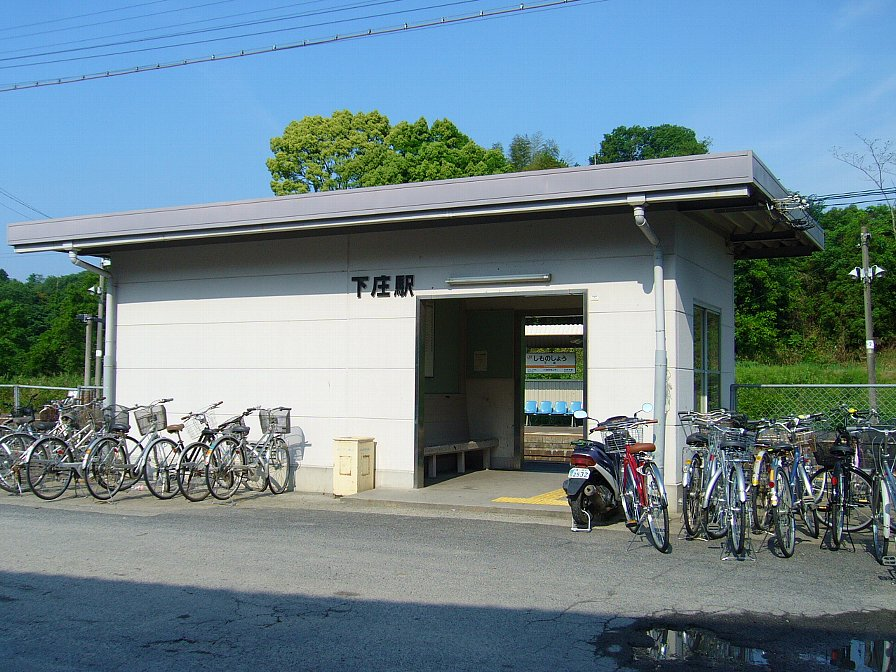
下車站
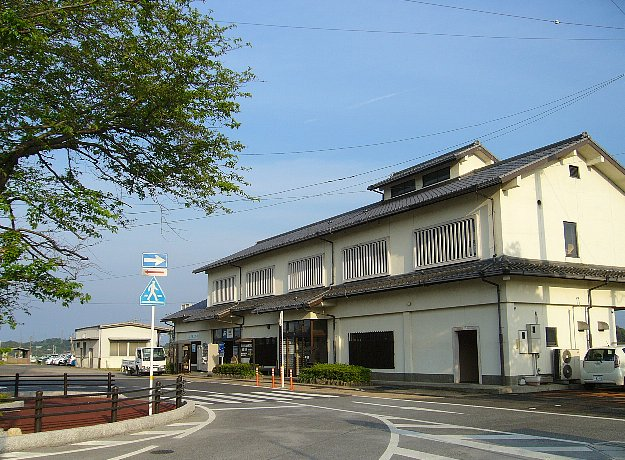
關車站
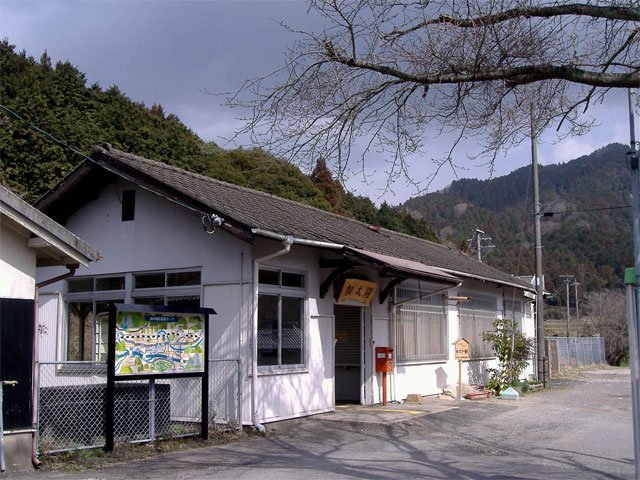
加太車站

### 公路
高速公路
- 東名阪自動車道：（鈴鹿市） - 龜山系統交流道（日语：亀山ジャンクション） - 龜山停車區 - 龜山交流道 - 伊勢關交流道（日语：伊勢関インターチェンジ） - （伊勢自動車道）
- 伊勢自動車道：（東名阪自動車道） - 伊勢關交流道 - （津市）
- 新名神高速道路：（鈴鹿市） - 龜山西系統交流道（日语：亀山西ジャンクション） - （甲賀市）
  - 龜山連絡路：龜山系統交流道 - 龜山西系統交流道

快速道路
- 名阪國道：龜山交流道 - 伊勢關交流道 - 關交流道 - 久我交流道（日语：久我インターチェンジ） - 向井交流道（日语：向井インターチェンジ） - 板屋交流道（日语：板屋インターチェンジ） - 南在家交流道（日语：南在家インターチェンジ） - （伊賀市）

## 觀光資源
市內的歷史資產除了過去作為本地政治中心的龜山城外，位於關町地區的關宿過去也是江戶時代東海道上的宿場之一，由於過四宿場町街道的建築仍有超過200棟的建築被保留至今，在1984年被日本文部科學省列入重要傳統的建造物群保存地區。

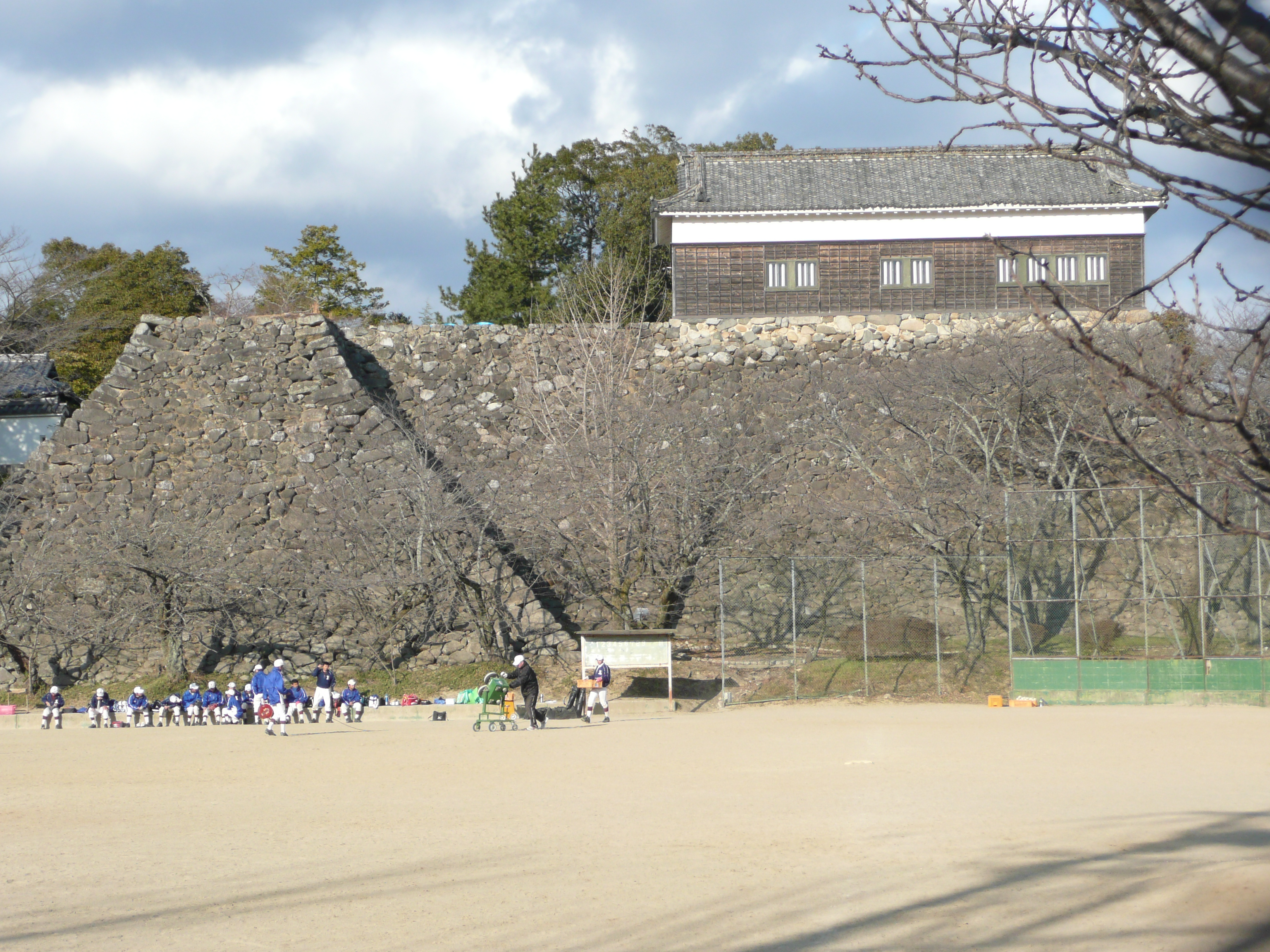
龜山城多聞櫓
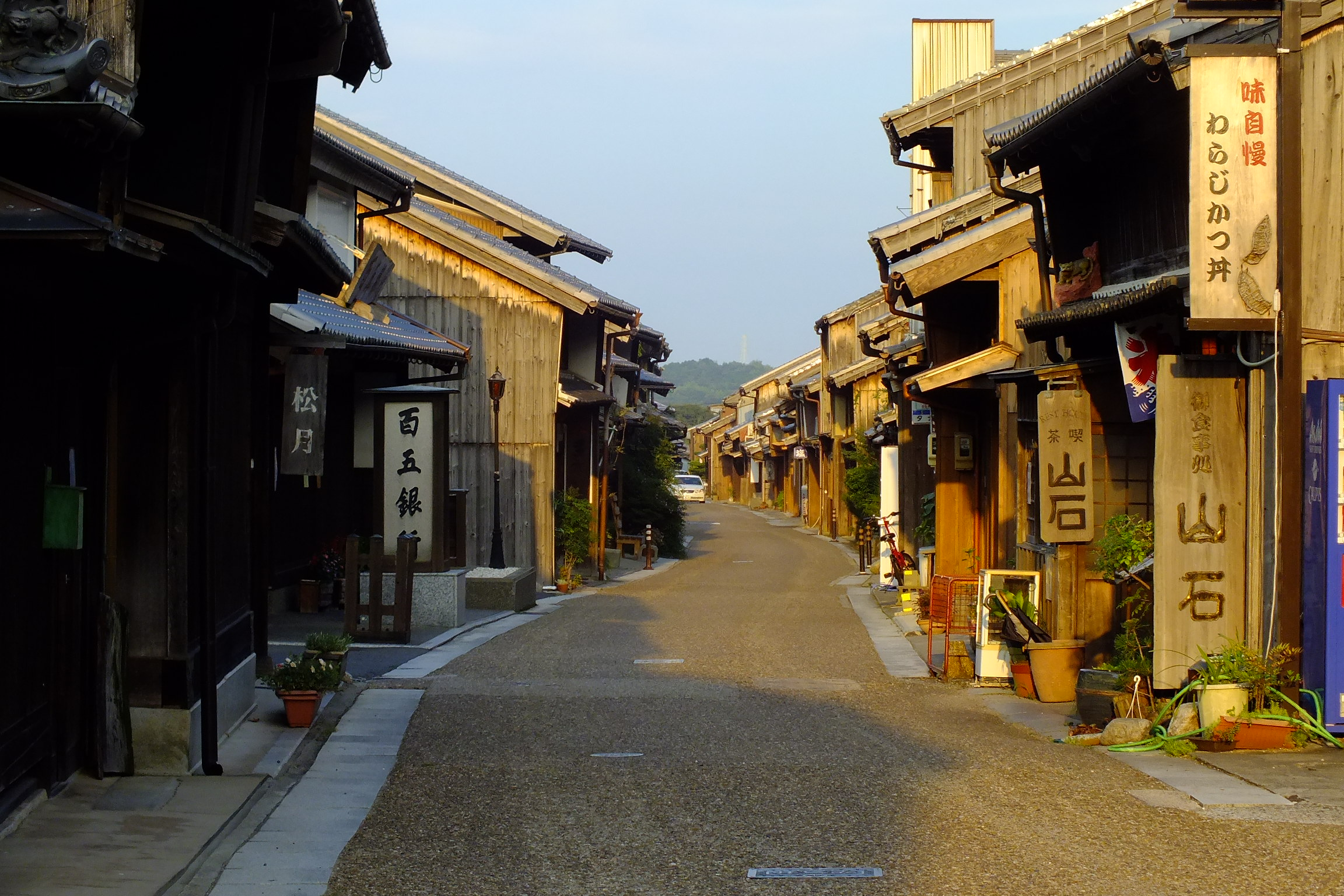
關宿街道
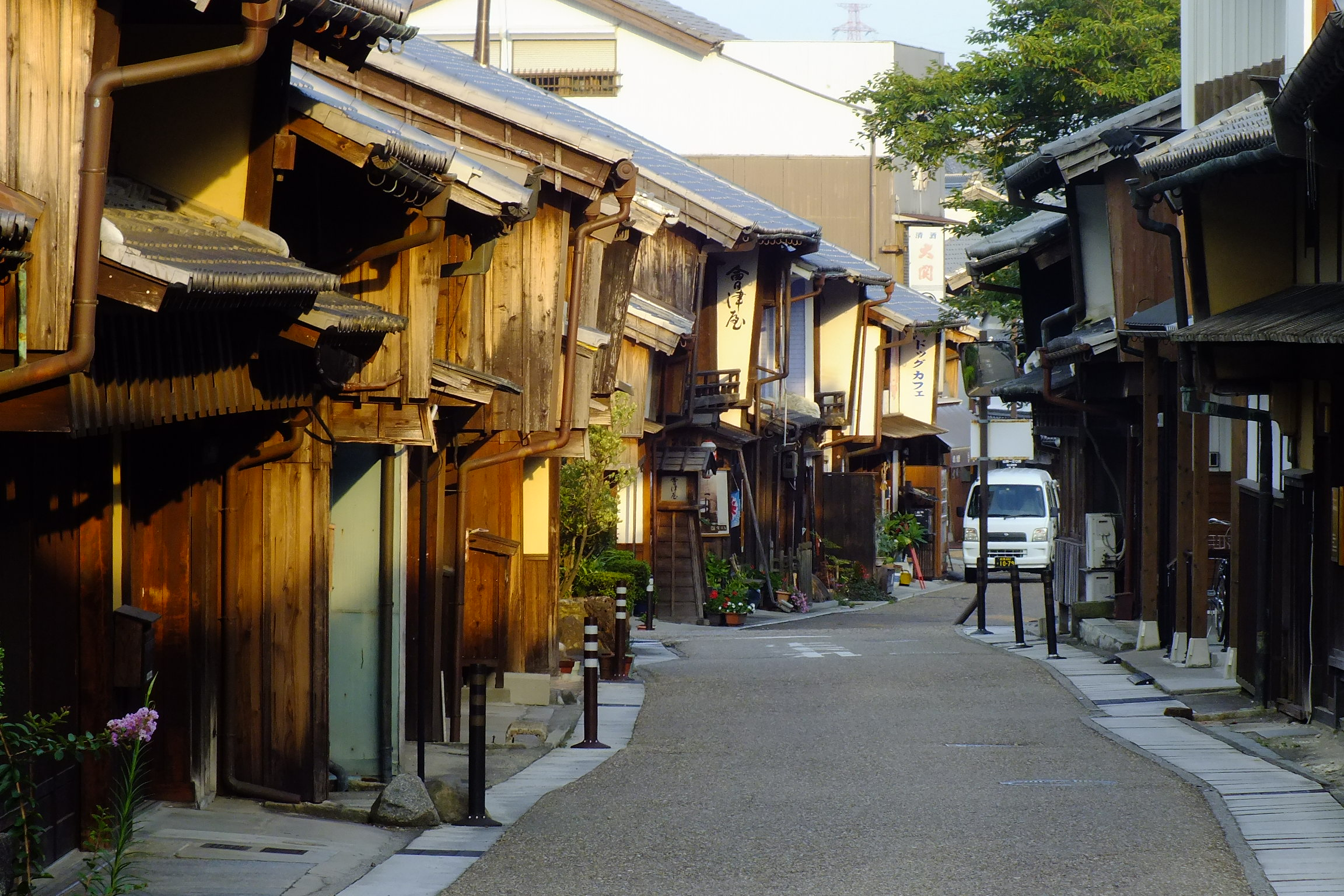
關宿街道

## 友好城市
在日本神話中日本武尊死後化身為白鳥，曾先後停留於能褒野、大和琴彈原、河內古市三個地方，這三地現在分屬龜山市、奈良縣御所市、大阪府羽曳野市，因此這三地在1998年簽署交流協議。

## 外部連結
- （日語） YouTube上的龜山市官方Youtube頻道
- （日語） 龜山市觀光協會（页面存档备份，存于）
- 三重县东海道关宿 （页面存档备份，存于）